# Abra de Poitiers
Santa Abra de Poitiers (nacida hacia el 339 o hacia 342 en Poitiers; fallecida en 360 en la misma ciudad) era hija de Hilario de Poitiers.

## Vida
Su padre Hilario creció en una familia pagana adinerada, estudió filosofía y retórica antes de convertirse en funcionario romano. En 345 fue bautizado, probablemente con su esposa (con seguridad se sabe que Abra fue bautizada con él). Siguiendo el consejo de su padre, Abra hizo voto de virginidad. Es conocida por su trabajo desinteresado entre los pobres de la zona de Poitiers. 
Es venerada como santa en la Iglesia Católica Romana. Su fiesta conmemorativo es el 12 de diciembre. 
En la isla de Córcega, entre los municipios de Zigliara y Petreto-Bicchisano, existe un puente del siglo XV sobre el río Taravo, que lleva su nombre.  